# 소나기 (소설)
〈소나기〉는 1953년 5월 《신문학》 에 발표한 황순원의 단편 소설이며, 원제는 〈소녀〉(少女)이다. 〈학〉, 〈왕모래〉 등과 함께 활발한 번역으로 영미 문단에 소개된 바 있으며, 유의상이 번역한 〈소나기〉는 1959년 영국의 월간지 《인카운터》(Encounter)의 '아시아 지역 단편 소설 부문'에 입상, 게재되기도 했다. 짧은 단편이면서도 황순원 문학의 진수를 보여주는 작품이며, 전후의 시대상과 힘겨운 삶의 모습들, 그리고 그러한 와중에서도 휴머니즘의 온기를 잃지 않고 있는 등장인물들과 마주칠 수 있다. 인간 본원의 순수성과 그 소중함을 주제로 한다.
이 작품의 중심인물은 시골 소년과 윤 초시네 증손녀인 서울서 온 소녀다. 이들은 개울가에서 만나 안면이 생기게 되고 벌판 건너 산에까지 갔다가 소나기를 만난다. 몰락해 가는 집안의 병약한 후손인 소녀는 그 소나기로 인해 병이 더치게 되고, 끝내 물이 불은 도랑물을 업혀서 건널 적에 소년의 등에서 물이 옮은 스웨터를 그대로 입혀서 묻어달라 말하고는 죽는다. 이 작품은 간결하면서도 정곡을 찌르는, 속도감 있는 묘사 중심의 문체가 우선 작품에 대한 신뢰를 높인다. 또한 이 작품은 단 한 차례도 글의 문면을 따라가는 이에게, 토속적이면서도 청신한 어조와 분위기 밖으로 나설 것을 강요하지 않는다. 기승전결로 잘 짜인 플롯의 순차적인 진행을 뒤따라가는 일만으로도, 문학이 영혼의 깊은 자리를 두드리는 감동의 매개체임을 실감케 한다. 작은 사건과 사건들, 그것을 경험하고 느끼는 소년과 소녀의 세미한 반응 등 작고 구체적인 부분들의 단단한 서정성과 표현의 완벽주의가 이 소설을 가장 우수한 작품으로 떠받치는 힘이 된다.

## 줄거리
서울에서 온 소녀는 시골로 전학을 온다. 소년이 징검다리를 걷다가 소녀는 소년에게 "이 바보." 라며 조약돌을 던진다. 그 뒤에 소녀가 조개 이름을 소년에게 물어보더니 소년은 비단조개라고 하면서 관계를 맺게 되고 산을 같이 놀러가고무를 뽑아먹는다.무를 뽑다 소녀의 무릎에서 피가 나자 소년은 피를 입으로 빤뒤 손진을 뭍여준다. 또 허수아비를 가지고 놀기도 한다.소년이 소녀에게 꽃다발을 만들어서 선물하고 꽃 이름을 알려준다. 소녀는 보라색을 좋아한다고 한다.소년은 송아지를 탄다.그 때 소나기가 오더니 소년과 소녀는 수숫단 안에 들어가서 소나기를 피한다. 소나기가 그친 뒤 소년은 소녀를 업고 개울을 건넌다.이때 소녀는 분홍 스웨터에 흙물을 뭍인다. 얼마 후 소년은 소녀를 만나고 소녀가 이사를 간다는 소식을 듣고 소녀는 소년에게 대추를 건넨다. 며칠 후 소녀는 가족과 함께 양평읍으로 이사가기 직전에 소나기를 맞은 후유증으로 큰 병을 앓아 결국 죽게 된다. 소년은 소녀와 다시는 만날 수 없음을 알게 되고 소녀가 죽은 것을 슬퍼한다.

## 원작으로 한 작품
- 《소나기》, 드라마 영화, 고영남 감독, 1979년 9월 13일 개봉
- 《소나기》, 단막극 드라마, MBC 베스트셀러극장, 1987년 10월 4일 방영
- 《소나기》, 애니메이션 영화, 백승균 감독, 1995년 개봉
- 《소나기》, 단막극 드라마, HD TV문학관, 2005년 5월 8일 방영
- 《소나기》, 애니메이션 영화, 안재훈 감독, 2017년 8월 31일 개봉
- 《소나기는 그쳤나요》, 영화, 장진 감독, 2004년 개봉
- 《기억상실》, 음반, 톱 트랙 〈소나기〉, 1993년 11월 1일 발매
- 《엽기적인 그녀》, 영화, 마을 사람들이 산골 소년을 산 채로 생매장한 장면 패러디
- 《12월의 열대야》, 드라마, 1화에서 패러디

## 소나기 마을
양평군에서는 서종면 수능리에 소설 소나기를 기념하는 황순원문학관과 소나기 마을을 조성했고, 2009년 문을 열었다.